# 마에바시 위치스
《마에바시 위치스》(일본어: 前橋ウィッチーズ 마에바시 윗치즈[*])는 선라이즈 제작의 텔레비전 애니메이션이다. 또한 이 작품의 주요 출연진에 의한 5인조 성우 아이돌 그룹이다. 2025년 4월부터 6월까지 TOKYO MX 등에서 방송되었다.

## 줄거리
마에바시시에 사는 여고생 아카기 유이나는, 갑자기 나타난 수수께끼의 생물 케롯페로부터 마녀 견습에 스카우트되었다. 정식 마녀가 되면 어떤 소원이라도 이루어질 수 있다. 유이나는 먼저 스카우트된 4명의 소녀들과 힘을 합쳐 마녀가 되기 위한 수행을 한다.
수행의 내용은 어려운 사람의 소원을 들어주고 그 보상인 마법 포인트(마포)를 모으는 것이다. 케롯페가 만든 이 공간에 가게를 차리고 다섯 사람은 가게 손님의 소원을 들어주려고 노력하지만 잘 되지 않는다. 그리고 그녀들은 각자가 안고 있는 고민과 마주하게 된다.

## 등장인물
아카기 유이나(赤城ユイナ)
성우 - 카스가 사쿠라
15살의 고등학교 1학년. 위치스에서의 담당색은 복숭아색. 항상 밝고 긍정적이고 건강한 소녀. 트러블에 대해서 적확한 의견을 말하는 영리한 면도 있지만, 말투가 독특하기 때문에 아즈로부터는 질색 의식을 받고 있다. 하지만 본인은 전혀 개의치 않는다.
니이사토 아즈(新里アズ)
성우 - 사키카와 히나노
담당색은 보라색. 패션이나 미용관계에 대한 흥미가 강하고, 유행에 대한 감도 높다. 호불호가 심한 성격으로 말도 많고 너무 솔직한 유이나를 싫어하고 있다.
키타하라 쿄우카(北原キョウカ)
성우 - 모토무라 레나
담당색은 초록색. 5명중에서 가장 키가 크고, 같은 나이라고는 생각되지 않을 정도로 어른스러운 행동을 하는 위치스1의 상식인으로서, 언니역. 항상 부감으로 상황을 보고 있으며, 누구보다 냉정하게 대응한다.
미츠마타 쵸코(三俣チョコ)
성우 - 미나미 하루카
담당 색상은 노란색. 유이나 이상으로 밝게 행동하는 위치스의 분위기 메이커. 항상 텐션이 높고, 유이나와의 콤비로 주위를 어지럽힌다.
카미이즈미 마이(上泉マイ)
성우 - 모모세 호나미
담당색은 파란색. 쿨한 현실주의자로, 풍파를 일으키지 않으려고 행동하는 경우가 많다. 5명중에서는 지적인 역할. 주위의 눈이나 신장을 항상 신경쓰고 있지만, 때로는 대담한 행동에 나선다.
케롯페(ケロッペ)
성우 - 스기타 토모카즈
개구리와 같은 외모의 마스코트 캐릭터. 5명을 마녀 견습생으로 스카우트해 가게를 찾는 손님들의 소원을 들어주며 마력을 모으게 하고 있다.
젠 에이코(膳栄子)
성우 - 세리자와 유
마에바시 위치스의 첫 번째 손님인 여고생. 진로에 대해 의과대학 진학을 생각하고 있지만 망설이고 있었다.
미츠바 린코(三葉凛子)
성우 - 토야마 나오
마에바시 위치스의 두 번째 손님.
호사카 유아(保坂優愛)
성우 - 키토 아카리

## 스태프
- 원작·제작 - 선라이즈
- 감독 - 야마모토 준이치
- 시리즈 구성·각본 - 요시다 에리카
- 캐릭터 디자인 원안 - 유 이나미
- 캐릭터 디자인 - 타치바나 노조미
- 의상 디자인/스타일리스트 - 아이자와 타츠키
- 컨셉 디자인 - 林絢雯, 사코 켄타로
- 프롭 디자인 - 카와이 야스히로
- 위치스 디자인 - 이마즈 요시키
- 컬러리 스크립트 - 카토 오스왈드
- 미술 감독 - 아쿠사와 나오코
- 미술 디자인 - 마무라 요우, 세리 미호, 코다마 테츠로
- CG 디렉터 - 코다마 테츠로
- CG 모델 디렉터 - 타카하시 쇼타로
- 편집 - 나가사카 토모키
- 색채 설계 - 쿠츠나 아미
- 촬영 감독 - 후지타 켄지
- 음향 감독 - 나가사키 유키오
- 음향 효과 - 노자키 히로키
- 녹음 조정 - 모리타 유이치
- 음악 - 하부카 유리
- 음악 제작 - 반다이 남코 뮤직 라이브
- 기획 프로듀서 - 타니 나오토
- 치프 프로듀서 - 타무라 카즈히코
- 프로듀서 - 이시즈카 신고
- 제작 - 반다이 남코 필름웍스, PROJECT MBW

## 주제가
별도의 표기가 없으면 마에바시 위치스가 불렀다.
엄청난 마에바시 위치스!(スゴすぎ前橋ウィッチーズ！)
오프닝 테마. 작사는 츤쿠, 작곡은 TORIENA, 편곡은 키시다 유키.
저마다의 문(それぞれのドア)
엔딩 테마. 작사·작곡은 쿠모이 하루카.
꽃이여, 피어라!(夢よ、咲け!)
제1화 삽입곡. 작사는 스즈키 마나카, 작곡은 ArmySlick, 편곡은 키시다 유키.
비눗방울 텐션!(シャボン・テンション!)
제3화 삽입곡. 작사는 마츠이 요헤이, 작곡은 이시쿠로 고, 편곡은 키시다 유키.
Your Are My World
제5화 삽입곡. 작사는 마츠자키 료스케, 작곡은 YOU for YOU, 마츠자키 료스케, 편곡은 미즈노야 레이.
무적☆PAYAPAYA(無敵☆PAYAPAYA)
제6화 삽입곡. 작사·작곡·편곡은 NOVECHIKA, 사이토 카나타.
해피해피 해피 버스데이(ハピハピハッピーバースデー)
아카기 유이나(카스가 사쿠라), 니이사토 아즈(사키카와 히나노), 키타하라 쿄우카(모토무라 레나), 카미이즈미 마이(모모세 호나미)에 의한 제6화 삽입곡. 작사는 요시다 에리카, 작곡은 하네후카 유리.
Meteor Shower
제8화 삽입곡. 작사는 미야지마 준코, 작곡은 하세가와 다이스케, 편곡은 키시다 유키.
MATSURI day PARTY!!
제9화 삽입곡. 작사는 杜丹, 작곡은 키요타 나오토, 편곡은 키시다 유키.
표시(メジルシ)
제10화 삽입곡. 작사는 이와사토 유호, 작곡은 키요타 나오토, 편곡은 키시다 유키.

## 에피소드 목록
| 화수   | 제목                                                                   | 그림 콘티       | 연출            | 작화 감독 | 총작화 감독                                                       | 방송일         |
| ------ | ---------------------------------------------------------------------- | --------------- | --------------- | --- | ----------------------------------------------------------------- | -------------- |
| 제1화  | 現状維持で何が悪いっ!! 현상 유지가 뭐 어때서!!                         | 야마모토 준이치 | 쿠라토미 코헤이 | 오자와 쿠미코 타카사키 미사토 우치다 모모카 | 타치바나 노조미 이타가키 노리히로                                 | 2025년 4월 6일 |
| 제2화  | 服もアンタもペラッペラ 옷도 너도 허접해                                | 야마모토 준이치 | 히라타 타카히로 | 토미자와 카야노 周美辰 카메다 토모유키 키타지마 유키 타카하시 타츠야 이카이 카즈유키 오오미네 세이야 미시마 유키                                       | 히라야마 마도카 호리이 쿠미                                       | 4월 13일       |
| 제3화  | 怠慢と書いて、ありのままと読む 태만이라 쓰고 있는 그대로라 읽는다      | 카세 아츠코     | 츠지하시 아야카 | 덩 자메 오쿠시마 다이스케 오자와 쿠미코 키타지마 유키 미츠하시 사쿠라코 오오미네 세이야 미시마 유키                                                    | mosh                                                              | 4월 20일       |
| 제4화  | 100点よりも70点 100점보다 70점                                         | 로마노프 히가   | 코사카 하루메   | 이나구마 잇코 우치다 모모카 오자와 쿠미코 이카이 카즈유키 비트 타카하시 타츠야                                                                         | 이타가키 노리히로                                                 | 4월 27일       |
| 제5화  | それ100％の70％? 그건 100%의 70%?                                      | 쿠라토미 코헤이 | 쿠라토미 코헤이 | 오자와 쿠미코 타카사키 미사토 周美辰 토미자와 카야노 키무라 유키타카 에모리 마리코 호리사와 사토시                                                     | 히라야마 마도카 호리이 쿠미 미츠하시 사쿠라코 이타가키 노리히로   | 5월 4일        |
| 제6화  | チョコのまんまるチョコケーキ 초코의 동그란 초코케이크                  | 후루타 조지     | 쿠메 와키코     | 이나구마 잇코 타카하시 타츠야 비트 Linnea Kataja Bellamy Luna Brooks PUK Nyki Dominique Santos Resuello Duong Juffles 王业臻                           | 우치다 모모카                                                     | 5월 11일       |
| 제7화  | しんどい時しんどいって言うのしんどい 힘들 때 힘들다고 말하는 건 힘들어 | 로마노프 히가   | 히라타 타카히로 | 니시지마 카나 나카모토 나오 타카쿠 미야 | 타치바나 노조미                                                   | 5월 18일       |
| 제8화  | キョウカちゃんって馬鹿なんだね 쿄카는 바보구나                         | 카세 아츠코     | 코사카 하루메   | 이나구마 잇코 오자와 쿠미코 타카하시 타츠야 키타지마 유키 토미자와 카야노 미츠하시 사쿠라코                                                            | 미츠하시 사쿠라코 이타가키 노리히로                               | 5월 25일       |
| 제9화  | 前橋ウィッチーズは永遠不滅 마에바시 위치스는 영원불멸                  | 로마노프 히가   | 츠지하시 아야카 | 덩 자메 타카사키 미사토 카메다 토모유키 키타지마 유키 타카쿠 미야 나카모토 나오                                                                        | 히라야마 마도카 호리이 쿠미                                       | 6월 1일        |
| 제10화 | 今日のこと、忘れても忘れないよ 오늘 일은 잊어도 잊지 않을 거야         | 히라카와 테츠오 | 쿠메 와키코     | 타카하시 타츠야 비트 타케모토 다이스케 키무라 유키타카 키타지마 유키 Linnea Kataja Bellamy Luna Brooks                                                 | 이타가키 노리히로 미츠하시 사쿠라코 우치다 모모카 타치바나 노조미 | 6월 8일        |
| 제11화 | ......どちら様ですか? ...누구세요?                                     | 로마노프 히가   | 카세 아츠코     | 호리사와 사토시 이나구마 잇코 周美辰 토미자와 카야노 타카사키 미사토                                                                                   | mosh                                                              | 6월 15일       |
| 제12화 | 魔女はもういいかなって 마녀는 이제 됐어                                | 야마모토 준이치 | 야마모토 준이치 | 히라야마 마도카 호리이 쿠미 호리사와 사토시 토미자와 카야노 덩 자메 이나구마 잇코 비트 후쿠치 카즈히로 미츠하시 사쿠라코 우치다 모모카 하시모토 하루나 | 타치바나 노조미                                                   | 6월 22일       |